# Michaela Bercu
Michaela Bercu (hebräisch מיכאלה ברקו; * 28. Februar 1967 in Tel Aviv) ist ein israelisches Model und eine Unternehmerin mit ungarischen und rumänischen Wurzeln.

## Leben
Bercu wurde als einziges Kind siebenbürgischer Eltern geboren, die nach Israel ausgewandert waren. Ihre Mutter war ungarisch-stämmige Architektin und ihr Vater war rumänischer Apotheker.
In ihrer Jugend wurde sie als Model von dem Fotografen Menachem Oz entdeckt. Anschließend wurde sie von der Agentur Elite Model Management unter Vertrag genommen.
1988 erschien sie auf dem Cover des American Vogue Magazine. Daraufhin erschien sie in zahlreichen Modemagazinen sowie in den Kampagnen mehrerer Kosmetikunternehmen.
1990 posierte sie für Sports Illustrated Swimsuit Issue, 1992 spielte sie eine Nebenrolle im Horrorfilm Bram Stoker’s Dracula.
Sie moderierte den Kdam Eurovision 1995, die israelische Vorentscheidung zum Eurovision Song Contest.
Bercu ist mit dem Geschäftsmann Ron Zuckerman verheiratet und hat vier Kinder. Sie studierte nach ihrer Karriere Therapeutisches Theater und machte einen Videopodcast, namens My Michaela in welchem sie kulturelle und soziale Projekte in Israel vorstellte. 2018 launchte sie die App Tribu mit der soziale Nachbarschaftshilfe erleichtert und gefördert werden soll.

## Filmografie
- 1992: Bram Stoker’s Dracula (Dracula)